# バーディー オリジナル・サウンドトラック
『バーディー オリジナル・サウンドトラック』（原題：Birdy）は、1985年にリリースされたイングランドのロック・ミュージシャン、ピーター・ガブリエルによる最初のサウンドトラック・アルバムにして通算6枚目のアルバムであり、アラン・パーカー監督の同名映画『バーディ』のための音楽となっている。このアルバムが音楽プロデューサーのダニエル・ラノワとガブリエルの初仕事となった。2002年にガブリエルのカタログのほとんどと一緒にリマスターされた。
サウンドトラックのための新曲を作曲することに加えて、ガブリエルはまた、いくつかの曲の基礎を形成するために、以前発表した作品からのインストゥルメンタルのテーマとセクションを使用した。しかし、アルバムには歌詞のある曲は収録されなかった。

## 大衆文化の中で
「Birdy's Flight」は、後に香港の映画監督ジョン・ウーが映画『男たちの挽歌』のスコアの一部として使用した。スコアの他の部分は、ツイ・ハークの1986年の映画『北京オペラブルース』で使用されている。「The Heat」は1994年の映画『ナチュラル・ボーン・キラーズ』で使用された。

## 収録曲
全作詞・作曲 : ピーター・ガブリエル
サイド1
1. 「夜に」 - "At Night" 2:38
2. 「浮き犬」 - "Floating Dogs" 2:55
3. 「静寂と孤独」 - "Quiet and Alone" 2:30
4. 「クローズ・アップ(「ファミリー・スナップショット」より)」 - "Close Up" (from "Family Snapshot") 0:55
5. 「静かなる流れ」 - "Slow Water" 2:51
6. 「治療」 - "Dressing the Wound" 4:06

サイド2
1. 「バーディーの飛行(「異邦人」より)」 - "Birdy's Flight" (from "Not One of Us") 2:58
2. 「スロー・マリンバズ」 - "Slow Marimbas" 3:21
3. 「ヒート(「リズム・オブ・ザ・ヒート」より)」 - "The Heat" (from "The Rhythm of the Heat") 4:41
4. 「トランペット・アンド・ボイス」 - "Sketch Pad with Trumpet and Voice" 3:05
5. 「アンダー・ロック・アンド・キー(「ウォールフラワー」より)」 - "Under Lock and Key" (from "Wallflower") 2:28
6. 「発電所(「サン・ジャシント」より)」 - "Powerhouse at the Foot of the Mountain" (from "San Jacinto") 2:19

## パーソネル
- ピーター・ガブリエル - キーボード、プロダクション
- ジョン・ハッセル - トランペット
- エコム・ダンス・カンパニー - ドラム
- ラリー・ファスト - キーボード
- トニー・レヴィン - ベース、ダブルベース、バック・ボーカル
- ジェリー・マロッタ - ドラム、パーカッション
- デヴィッド・ローズ - ギター、バック・ボーカル
- マニー・エリアス - ドラム
- モーリス・パート - ドラム、パーカッション
- ジョン・ギブリン - ダブルベース、ベース

## チャート
| チャート（1985年）               | 最高順位 |
| -------------------------------- | -------- |
| アメリカ（Billboard 200）        | 162      |
| イギリス（全英アルバムチャート） | 51       |